# Katsuji Mori
Katsuji Mori (jap. 森 功至 Mori Katsuji;  ur. 10 lipca 1945 w Tokio) – japoński seiyū i aktor dubbingowy.

## Życiorys
Katsuji Mori urodził się 10 lipca 1945 roku w Tokio w Japonii. Swoją przygodę jako aktor seiyū rozpoczął w 1967 roku w wieku 22 lat, podkładając głos pod Gō Mifune w serialu anime Mahha GoGoGo.
W późniejszym czasie Mori użyczył głosu wielu bohaterom, m.in. Shimamurze Joe/009 w Cyborgu 009, Kenowi Washio w Wojnie planet, Uchūta Kamie w Muteki Chōjin Zanbot 3, Masamichiemu Haru w Real Drive, Joujiemu Minami w Tekkaman: The Space Knight, Garma Zabi w Kidō Senshi Gundam, Naoto Dateowi w Tygrysiej Masce oraz Nephrite'owi w Czarodziejce z Księżyca.
Mori nazywany jest często japońskim Casey Kasemem (Amerykanina, który użycza głosu i udziela się w radiu). Należy do założonej przez siebie agencji Office Mori.

## Wybrana filmografia
- Mahha GoGoGo – Gō Mifune
- Cyborg 009 – Shimamura Joe/009
- Hallo Sandybell – Alec Peterson
- Wojna planet – Ken Washio (Orzeł Ken)
- Muteki Chōjin Zanbot 3 – Uchūta Kamie
- Real Drive – Masamichi Haru
- Tekkaman: The Space Knight – Jouji Minami
- Kidō Senshi Gundam – Garma Zabi
- Tygrysia Maska – Naoto Date/Tygrysia Maska
- Czarodziejka z Księżyca – Nephrite
- Saint Seiya: Legenda purpurowego chłopca – Jaow
- Hokuto no Ken – Shew